# Augustiner-Chorherrenstift Olmütz
Das ehemalige Augustiner-Chorherrenstift Olmütz, auch Allerheiligenstift Olmütz (tschechisch Augustiniánský klášter Všech svatých v Olomouci; lateinisch Monasterium Canonicorum regularium Omnium Sanctorum in Olumucium) in Olmütz, Markgrafschaft Mähren, wurde durch den Olmützer Administrator Johann Filipec gegründet.

## Geschichte
Als das Augustiner-Chorherrenstift Landskron 1425 während der Hussitenkriege zerstört wurde, und die Chorherren aus der Stadt Landskron vertrieben wurden, fanden sie bei anderen Kommunitäten keine dauerhafte Zuflucht. Deshalb suchten sie in der Bischofsstadt Olmütz Schutz. Dort ließen sie sich 1434 in der Nähe der Kartause nieder, wo sie die Rückkehr nach Landskron abwarten wollten. Obwohl der Aufenthalt in Olmütz als vorübergehend angesehen wurde, hielten sie regelmäßig Propstwahlen ab. Nachdem sie ihre mährischen Güter retten konnten, entschieden sie sich, in Olmütz zu bleiben. 1492/93 übertrug ihnen der Olmützer Administrator Johann Filipec als Stiftssitz die „Allerheiligenkapelle“ in der Olmützer Vorburg, die er selbst gegründet hatte.
Erster Leiter des Olmützer Kommunität wurde 1496 der vormalige Kanoniker des Augustiner-Chorherrenstifts Forbes, Johannes Šťávka von Hodenitz (Jan Šťávka z Hodenic, auch Johannes Boemo). Er lebte die letzten zwölf Jahre im Auftrag des Ordens im Stift San Pietro in Ciel d’Oro in Pavia, wo er die Ordensgewohnheiten kennenlernte und außerdem an der Universität Kanonisches Recht studierte. Auf seine Bitte hin erteilte Papst Alexander VI. im Jahre 1500 die Genehmigung zur faktisch bereits bestehenden Vereinigung der Stifte Olmütz und Landskron. Außerdem wies er die vormaligen Landskroner Besitzungen in Mähren dem neuen Chorherrenstift Olmütz zu, das auch als „Allerheiligenstift“ bezeichnet wurde. Zugleich erteilte er dem Propst das Pontifikalienrecht einschließlich der Niederen Weihen und sämtliche Rechte, wie sie anderen königlichen Klöstern in Mähren zustanden. Das so entstandene Chorherrenstift Olmütz wurde der Kongregation der Augustiner-Chorherren vom Lateran eingegliedert. Mit den Mitbrüdern aus Sternberg und Fulnek wurde eine Ordensprovinz gebildet.
Zu einem Niedergang kam es in den 1530er Jahren, als sich auch in Olmütz das Luthertum ausbreitete und dadurch die klösterliche Disziplin und Glaubenstreue schwächer wurden. Zu einem Kampf um das Allerheiligenstift kam es nach dem Tod des Propstes Civali 1617, als Kardinal Franz Seraph von Dietrichstein beabsichtigte, anstelle des Chorherrenstiftes ein Jesuitenkolleg zu errichten. Erst nach einem entschiedenen Eingreifen des Olmützer Domherren und Generalvikars Johann Ernst Plateis von Plattenstein konnte die Auflösung verhindert werden. Beim Überfall auf Olmütz im Dreißigjährigen Krieg 1643 wurde das Stift teilweise niedergebrannt und ausgeplündert.
Eine herausragende Bedeutung erlangte das Allerheiligenstift als eine gelehrte Institution. Mehrere seiner Chorherren waren Doktoren der Theologie, einige wirkten als Professoren an der Universität Olmütz.
- Der ehemalige Prior Rudolf Pollinger (1634–1661) war Baccalaureus der Theologie; er verfasste als Stiftshistoriker die Schrift „Matricula sacri et apostolici ordinis Canononicorum Regularium S. Augustini... in suburbio Olomucensi ad sedes Omnium Sanctorum... coepta ano MDXXXVII. Rudophus Pollinger“.
- Der Chorherr Karl Laurenz Zimmermann, Baccalaureus der Theologie, Kaplan in Landskron, verfasste eine Geschichte über das dortige Stift.
- Raimund Žižka verfasste eine Dissertation über Gloria universalis canonicorum regularium ordinis S. Augustini... et a celeberrima Canonia Olomoucensi ad Omnes Sanctos... particulari gloria adaucta; (mit einem Verzeichnis mehrerer Chorherrenstifte, in dem auch Landskron als eigenständige Kommunität behandelt wird.) 1763 ist es als Dekan der Theologischen Fakultät der Olmützer Universität belegt.

1784 wurde das Allerheiligenstift im Rahmen der Josephinischen Kirchenreform aufgehoben. Klostergebäude und Kirche dienten zunächst als Magazin für das  Militär. 1808 wurden die Gebäude abgetragen und an ihrer Stelle bis 1812 eine Kadettenschule errichtet.

## Pröpste
- 1496–1510 Johannes/Jan Šťávka von Hodenitz; arbeitete Statuten aus, die das klösterliche Leben regelten, knüpfte enge Kontakte mit den Stiften in Wien, Glatz und Raudnitz.
- 1510–1511 Georg Basilius Sowka
- 1511      Johann
- 1512      Nikolaus
- 1512      Gregor
- 1514–1519 Valentin
- 1520–1536 Stephan
- 1539–1552 Thomas
- 1558–1559 Jakob Strovar
- 1559–1564 Michael Lytmann
- 1566–1572 Andreas
- 1572–1581 Klement Kocourek/Catulus; achtete nicht auf die klösterliche Disziplin, vernachlässigte den Gottesdienst, veruntreute Geld, betrieb Nepotismus; wurde seines Amtes enthoben.
- 1582–1591 Martin Trinesius
- 1592–1612 Johann von Weitersfeld, Propst von Fulnek; er verbesserte die wirtschaftliche Lage, erwarb einen Hof in Lešany (Leschan) und eine Mühle in Nezamyslice (Nesamislitz) und konnte einen Teil der Schulden tilgen.
- 1612–1617 Johann Baptist Ciwalli
- 1617–1619 Matthias Jaretius, Administrator
- 1619      Johann Ernst von Plateis; als Generalvikar setzte er sich vehement für die Erhaltung des Allerheiligenstifts ein.
- 1622–1632 Caesarius Nardus
- 1632–1641 Andreas Orlik Freiherr von Laziska; Domdechant in Olmütz
- 1642–1658 Alexander Ginanus de Pissauro, zugleich Propst in Fulnek und Sternberg
- 1658–1666 Balthasar Ernst Korus aus Gurein, während seiner Amtszeit wurde ein Kopialbuch angelegt, in dem der Dechant Andreas Sperlinck Schriftstücke verzeichnete, die den Streit um die Statuten des Stifts aus den Jahren 1689–1694 betrafen.
- 1666–1670 Bernhard Cruziger
- 1670–1685 Augustin Georg Karasek, bekleidete eine bedeutende Position in der mährischen Ständeverwaltung; während seiner Amtszeit wurde der Neubau der Klosters und der Kirche vollendet; erwarb die verlorenen Höfe in Chwalkowitz (1681) und in Laschkau (1683) zurück.
- 1685–1717 Ambros Augustin Engelmann; führte mehrere Auseinandersetzungen mit dem Bischof Karl II. von Liechtenstein-Kastelkorn, u. a. um die Unabhängigkeit und das Visitationsrecht.
- 1717–1722 Raimund Majer von Majersbach
- 1722–1742 Maximilian Alexander Krbosch aus Ungarisch Hradisch
- 1743–1753 Franz Alexius Hajek (1693–1753) aus Hohenmauth, erwarb sich Verdienste um den Bau eines neuen Schlosses in Nesamislitz.
- 1754–1764 Dominik Baumann
- 1769–1784 Thaddäus Slavíček aus Wischau, letzter Propst des Allerheiligenstifts; promovierte 1762 mit „Dissertatio de operibus Vincentii Lirinensis“; war Mitglied der Olmützer Gelehrtengesellschaft Societas incognitorum und mehrmals Rektor der Universität Olmütz. Nach der Aufhebung des Stifts wurde er Rektor des von Joseph II. begründeten Olmützer Generalseminars.